# 敬瑞祥
敬瑞祥（1940年—），男，汉族，四川南部人，中华人民共和国政治人物，二级大法官，曾任四川省高级人民法院院长、党组书记，中共四川省委委员，第十届全国政协委员。